# گوونچ کورتار
گوونچ کورتار (انگلیسی: Güvenç Kurtar؛ زادهٔ ۲۵ ژوئیهٔ ۱۹۵۹) بازیکن فوتبال اهل ترکیه است.
از باشگاه‌هایی که در آن بازی کرده‌است می‌توان به باشگاه ورزشی کوکائلی اسپور، باشگاه فوتبال بورسااسپور، باشگاه فوتبال آلتای اسپور، باشگاه فوتبال مرسین، و باشگاه فوتبال بشیکتاش اشاره کرد.